# Coeloplana weilli
Coeloplana weilli är en kammanetart som beskrevs av Dawydoff 1938. Coeloplana weilli ingår i släktet Coeloplana och familjen Coeloplanidae. Inga underarter finns listade i Catalogue of Life.